# Verkhoünja
Verkhoünja (en rus: Верхоунжа) és un poble de l'óblast de Vladímir, a Rússia, segons el cens del 2010 tenia 187 habitants. Pertany al districte municipal de Mélenki.